# تياغينيو (لاعب كرة قدم، مواليد 1994)
تياغو دا روشا فييرا (4 يونيو 1994 - 28 نوفمبر 2016) يعرف أكثر باسم ثياغينيو كان لاعب كرة قدم برازيلي وكان يلعب لصالح نادي شابيكوينسي  توفي في يوم 28 نوفمبر 2016 عقب كارثة رحلة خطوط لاميا الجوية 2933.

## روابط خارجية
- ثياغينيو على موقع قاعدة بيانات كرة القدم.إي يو (الإنجليزية)
- ثياغينيو على موقع Soccerway.com (الإنجليزية)